# Echinomuricea peterseni
Echinomuricea peterseni is een zachte koraalsoort uit de familie Plexauridae. De koraalsoort komt uit het geslacht Echinomuricea. Echinomuricea peterseni werd in 1890 voor het eerst wetenschappelijk beschreven door Hedlund. 